# 甕津線
甕津線（朝鲜语：／ Ongjin sŏn */?）是朝鮮民主主義人民共和國的一條鐵道線路，站點為黄海南道的海州青年站到甕津站。

## 路线概况
- 距离：40.4km
- 车站数：11
- 轨距：1435mm
- 电气化区间：海州青年站-西海州站（直流3kV）
- 复线区间：无